# میخاو انتونیویچ
میخاو انتونیویچ (انگلیسی: Michał Antoniewicz; ۷ ژوئیهٔ ۱۸۹۷ – ۱ دسامبر ۱۹۸۹) افسر (ارتش) اهل جمهوری دوم لهستان بود.
وی همچنین برندهٔ جوایزی همچون صلیب دلاوری (لهستان) شده‌است.